# Милье, Поль
Жюль Александр Поль Милье (фр. Jules Alexandre Paul Milliet; с 1869 года официально Милье-Моншикур (Milliet-Monchicourt), с прибавлением фамилии отчима; 14 февраля 1855, Рио-де-Жанейро, Бразильская империя — 21 ноября 1924, Париж, Франция) — французский писатель, композитор, либреттист, драматург, переводчик.

## Биография
Родился 14 февраля 1848 года в Рио-де-Жанейро, Бразильская империя.
Учился в парижских колледжах Сент-Барб и Роллен, получив юридическое образование. На протяжении десяти лет заведовал отделом народного просвещения в мэрии Пасси, сам преподавал историю литературы.
Дебютировал в печати брошюрой «Романтические заметки о Марион Делорм» (Notes romantiques à propos de Marion Delorme; 1873), вышедшей в свет с предисловием Альфреда де Мюссе; годом позже опубликовал сборник стихов и очерк «О происхождении театра в Париже» (De l'origine du théâtre à Paris). Однако путь к славе открыло Милье знакомство с Жюлем Массне, заказавшим молодому литератору либретто своей оперы «Иродиада» (1881): несмотря на то, что либретто, написанное Милле в соавторстве с Анри Гремоном, было признано неудачным и для парижской премьеры «Иродиады» (1884) подверглось переработке, эта работа положила начало обширному наследию Милье-либреттиста и принесла ему немалый заработок (сообщается, что на гонорар от «Иродиады» мать Милье полностью перестроила парижский дом, где жила с сыном).
Среди наиболее заметных работ Милье — «Вертер» (1887) того же Массне, «История любви» (1903) и «Мадмуазель де Бель-Иль» (1907) Спироса Самараса. В переводах Милье были поставлены на французской сцене «Мефистофель» Арриго Бойто, «Андре Шенье» Умберто Джордано, «Сельская честь» Пьетро Масканьи, «Адриана Лекуврёр» Франческо Чилеа и «Жизнь коротка» Мануэля де Фальи (в последнем случае Милье приложил немало усилий к тому, чтобы французская премьера в конце концов состоялась в 1913 году в Ницце). Иногда Милье работал и для драматической сцены — в частности, в его переложении была поставлена в Париже «Электра» Бенито Переса Гальдоса; по меньшей мере две оригинальные пьесы Милье — комедия в стихах «Апрельская симфония» (Symphonie d'avril; 1878) и фарс «Мэтр Жан» (1884) — были поставлены на парижских сценах. Составленный Милье сборник «Французские песни» (Chants français) вышел с предисловием Поля Деруледа.
На рубеже XIX—XX веках Милье редактировал газету Monde artiste illustré, удостоенную медалями на нескольких международных выставках. Он также занимал пост вице-президента в Обществе театральных авторов и композиторов. Был женат на певице Аде Адини.
Умер 21 ноября 1924 года в Париже.